# Reinkarnační terapie
Reinkarnační terapie je formou regresní terapie, která vyhledává staré zasuté vzpomínky z minulých životů.
Cílem je objevit příčiny stávajících duševních poruch, tj. neuróz a psychóz, někdy i tělesných potíží. Pacient si má uvědomit spojitost mezi aktuálními poruchami a minulými traumatickými událostmi a tím poruchy zneutralizovat. Na rozdíl od běžné psychoanalýzy předpokládá reinkarnační terapie, že člověk prožívá více tělesných existencí (vtělení, inkarnací). Ty se podle ní promítají do stávající inkarnace. Reinkarnační terapie patří mezi metody tzv. alternativní psychoterapie, které se nacházejí na pomezí mezi psychologií a náboženstvím.
Reinkarnační terapie není lékařsky a vědecky uznávanou metodou a je označována za nebezpečnou. Různé formy regresní terapie, včetně reinkarnační terapie, vycházejí z předpokladu, že možnost regrese existuje. Tento předpoklad je však mylný, protože biologické procesy (včetně psychických, jsou jednosměrné a nemohou probíhat zpětně. Psychologové a psychiatři hovoří o syndromu falešné paměti, o sugesci a vstřícné fabulaci.
Český klub skeptiků Sisyfos udělil za rok 2021 dvěma propagátorkám souvislostí mezi minulými životy a současnou inkarnací Zlatý Bludný balvan v kategorii jednotlivců.

## Základy
Reinkarnační terapie se zakládá na práci s podvědomím. Pacient a terapeut při tom prozkoumají příčiny krizí, problémů a omezení a pokoušejí se tímto způsobem přivodit osvobození od starých a překážejících problémů.
Reinkarnační terapie vychází z toho, že problémy spočívají v zkušenostech jak v stávajícím, tak v minulých tělesných životech. Základním bodem je, že se člověk skládá jak z hmotného těla, tak z nehmotné části, které se říkává „duše“. Dalším východiskem reinkarnační terapie je, že ta nehmotná složka, neboli duše, přežije tělesnou smrt a přechází do jiných hmotných těl (viz reinkarnace), aby se touto cestou vyvíjela dále. Veškeré zkušenosti se ukládají do pamětí a promítají se do pozdějších tělesných existencí, což podle zkušeností reinkarnačních terapeutů vysvětluje, proč nás například pronásledují určité obavy či zábrany, aniž bychom viděli nějaký důvod, anebo proč se v určitých situacích cítíme ohrožení, i když nám fakticky žádné nebezpečí nehrozí.[zdroj⁠?!]

## Trauma a karma
Podle názoru reinkarnační terapie je člověk ve velké míře ovlivněn traumatickými, tj. duši ranícími, zkušenostmi, k němž došlo v minulosti (buďto ve stávajícím anebo dřívějších životech). Projevují se ve stávající tělesné existenci neurózami a psychózami, kteréžto pojmy zahrnují v podstatě všechno, co nám život ztěžuje a omezuje, a velice často ani netušíme, kde to má svoje kořeny, např. strachy, nutkavé návyky apod.[zdroj⁠?!]
Prvním sloupem reinkarnační terapie je vyhledat dané případy, tj. zpřístupnit vzpomínky na ony traumatické události, a objasnit, za jakých okolností a z jakého důvodu k traumatu došlo.[zdroj⁠?!]
Zde se uplatní druhá složka této terapie, tj. karma. Podle toho se trauma rozumí jako následek nějakého našeho činu, který byl někomu jinému na škodu a má tím zároveň dopad na nás samé.[zdroj⁠?!]
Třetím sloupem reinkarnační terapie je přivést pacienta k tomu, aby si uvědomil, že nese sám část zodpovědnosti za to, co se mu kdysi přihodilo a způsobilo mu danou potíž. Podle zkušeností reinkarnační terapie trauma a jeho následky přestanou působit, jakmile pacient dojde poznání o spojitosti mezi událostí, neboli traumatem, a jeho vlastním přičiněním.[zdroj⁠?!]

## Regrese
Regresí (z latiny regredi ‚vrátit se‘) se rozumí vyhledání starých vzpomínek a odkrytí událostí přivodivších dané trauma. Tento terapeutický postup je používán i v klasické psychoterapii, např. psychoanalýze. Aby se ty vzpomínky zpřístupnily, nabízejí se různé postupy, např.:[zdroj⁠?!]
- hypnóza;
- relaxační cvičení (autogenní trénink);
- volná asociace, při níž člověk „od plic“ vypovídá, co ho spontánně k danému problému napadne.

Mnoho terapeutů zahájí regresi tím, že nejprve procházejí mládí pacienta, aby se zjistilo, jestli se nenachází tam příčina daného problému, a vstoupí až potom do minulých inkarnací. Jedno sezení trvává několik hodin.

## Známí provozovatelé
Carol Bowmanová - Zabývala se i spontánními vzpomínkami u dětí. Podle jejích slov ji k tomu dostal její vlastní syn, který začal po traumatu z ohňostroje vyprávět o tom, jak zahynul v Americké Občanské válce (a poskytl i historicky přesné detaily).[zdroj⁠?!]
Michael Newton - Kromě minulých životů jeho pacienti popisovali (velmi konzistentně) i posmrtný život, byť ho označovali spíš jako "domov". Zakladatel Newtonova institutu pro hypnoterapii života mezi životy, který mimo jiné školí další hypnoterapeuty podle Newtonových metod. Jeho verze je neobvyklá především absencí karmy, kterou nahrazuje dobrovolná volba inkarnací na základě předchozích zkušeností a činů, což má vést k duševnímu rozvoji.[zdroj⁠?!]
Helen Wambachová - Prováděla výzkum spočívající v ověřování přesnosti detailních informací, které její subjekty sdělovaly a jejich porovnávání s historickými statistikami (například rozložení pohlaví, společenské postavení apod.). Podle jejích zjištění byly informace prakticky vždy přesné a na úrovni znalců historie daného období (nad rámec běžných populárně naučných knih či televizních pořadů).[zdroj⁠?!]
Brian L. Weiss - Známý svou knihou "Mnoho Životů, Mnoho Mistrů", ve které pojednává o terapii ženy jménem Catherine. Údajně ho přesvědčila o tom, že její vzpomínky jsou skutečné, když mu v hypnóze správně sdělila několik soukromých detailů z jeho vlastního života, například že jeho dcera je pojmenovaná po jeho otci, nebo že jeho syn zemřel na vrozenou srdeční vadu.[zdroj⁠?!]

## Kontroverze
Pro mnohé je tato forma terapie kontroverzní, jelikož obsahuje ideologii či východní náboženské představy a její tvrzení a hypotézy nelze dokázat. Jediné důkazy o existenci reinkarnace pochází z výzkumů spontánních "vzpomínek" od malých dětí, prováděné například Ianem Stevensonem či Jimem B. Tuckerem a většina vědecké komunity je příliš neuznává, především kvůli tomu, že jich velká část (především od Stevensona) pochází ze zemí, kde je rozšířená víra v reinkarnaci, a mohou být tedy produktem konfabulace, kryptoamnézie či podvodnou snahou rodičů dostat z "předchozí" rodiny peníze (alternativním vysvětlením může být větší ochota brát tyto "vzpomínky" vážně, neboť většina monoteistů či ateistů, kteří jsou dominantní na západě, by je pravděpodobně zavrhla jako dětskou představivost. Byť existují i případy ze západního světa, které jsou velmi dobře zdokumentované a přesné, například James Leininger (James Hudson jr.) či Ryan (Marty Martyn), tyto případy se dostaly i do mainstreamových médií.[zdroj⁠?!] Podle Jima Tuckera se situace na západě zlepšila a rodiče jej nyní sami kontaktují, pokud jejich dítě začne dávat najevo nezvyklé vzpomínky. Rovněž většinou nelze dokázat, zdali vzpomínky, které se při terapii vynoří, jsou autentické, anebo nikoliv. Též se často stává, že lidé tvrdí, že byli stejnou osobou, obvykle důležitou, či byli přítomni nějaké významné události (často se uvádí potopení Titanicu). Samotní terapisté tento jev vysvětlují tak, že lidé si mají sklony propojit vzpomínky s existujícími znalostmi, a tak si myslí, že jsou na Titanicu, přestože "ve skutečnosti" byli na jiné lodi, stejně tak si mohou myslet, že byli někým důležitým, jen proto, že se vidí v konkrétní době a místě. Dalším problémem je obvykle dlouhá prodleva mezi smrtí předchozí osoby a narozením, která nezřídka trvá celá staletí, zatímco u spontánních vzpomínek je medián pouhých 16 měsíců a průměr 4 roky.
Dle průzkumu, který mezi 101 náhodně vybranými odborníky APA provedl John Norcross, jde o zcela zdiskreditovanou metodu léčby.
Ian Stevenson, otec výzkumu reinkarnace, považoval tento druh regresní terapie za velmi nepřesný, náchylný k sugesci či autosugesci (projev podvědomých tendencí) a potenciálně nebezpečný a zkoumal pouze fenomén spontánních vzpomínek dětí, jeho nástupce Jim Tucker se s jeho názorem ztotožňuje a regresní terapii k výzkumu na Division of Perceptual Studies nevyužívá.